# Музей Київського метрополітену
Музей Київського метрополітену — відомчий музей у Києві, що розташований на другому поверсі адміністрації метрополітену, будівля станції м. Політехнічний інститут, проспект Берестейський, 35. Наразі екскурсії тимчасово скасовані .

## Історія
Музей було відкрито 2000 року з нагоди 40-річчя від дня пуску першої дільниці київського метро довжиною 5,2 км. Експозиція складається з трьох залів: 
1. історія будівництва ліній метрополітену;
2. служби метрополітену;
3. історія підрозділів метрополітену.

В експозиції містяться фотографії, експонати, макети, колекція проїзних документів метрополітену тощо.
Експозиція музею нараховує 1545 одиниць основного та 910 одиниць допоміжного фондів і постійно поновлюється.

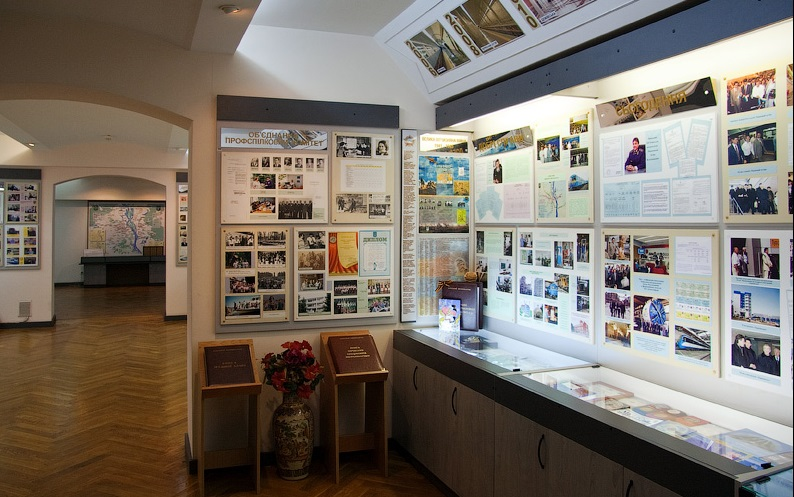
Експозиція музею київського метрополітену

До недавнього часу існував ще вагон-музей київського метрополітену створений у 2010 р. на базі одного з вагонів типу "Д", що зберігся. Розташований в павільйоні біля станції метрополітену "Дніпро".  Відкриття вагона-музею було приурочене до 50-річча з дня пуску першої черги Київського метрополітену.

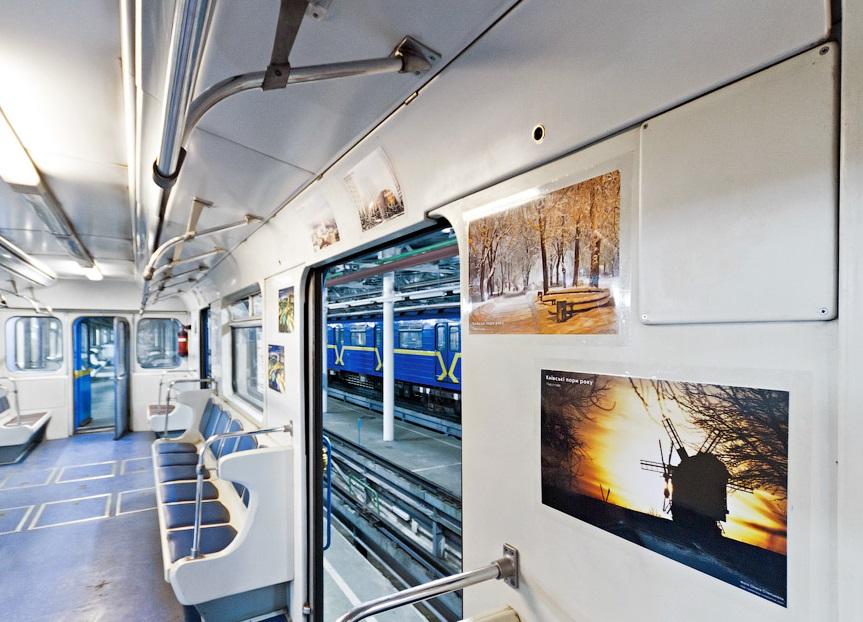
Один з вагонів фотопоїзда

Також для пасажирів метрополітену була організована виставка, так званий фотопоїзд, в якому можна було проїхатись на сирецько-печерській (зеленій) лінії метро, номери вагонів: 10331-11590-11589-11588-10330. Зачіп №101. Кожен вагон цього поїзду містив фото на визначену тематику: "Київ підземний", "Київ вечірній", "Київ висотний", "Київські мости", "Київські пори року".